# Кукурон
Кукуро́н (фр. Coucouron, окс. Cocoron) — коммуна во Франции, находится в регионе Рона — Альпы. Департамент коммуны — Ардеш. Административный центр кантона Кукурон. Округ коммуны — Ларжантьер.
Код INSEE коммуны — 07071.

## Население
Население коммуны на 2008 год составляло 827 человек.
| 1962 | 1968 | 1975 | 1982 | 1990 | 1999 | 2008 |
| ---- | ---- | ---- | ---- | ---- | ---- | ---- |
| 808  | 751  | 710  | 671  | 705  | 713  | 827  |

## Экономика
В 2007 году среди 467 человек в трудоспособном возрасте (15—64 лет) 327 были экономически активными, 140 — неактивными (показатель активности — 70,0 %, в 1999 году было 70,1 %). Из 327 активных работали 305 человек (172 мужчины и 133 женщины), безработных было 22 (8 мужчин и 14 женщин). Среди 140 неактивных 31 человек были учениками или студентами, 65 — пенсионерами, 44 были неактивными по другим причинам.